# Trimeria atakama
Trimeria atakama är en stekelart som beskrevs av Fritz. Trimeria atakama ingår i släktet Trimeria och familjen Masaridae. Inga underarter finns listade i Catalogue of Life.